# Orli Shaham
Orli Shaham (n. el 5 de noviembre de 1975) es una pianista estadounidense, nacida en Jerusalén, Israel. Es hija de dos científicos, Jacob Shaham y Meira Diskin. Su hermano es el violinista Gil Shaham. Se graduó por la Escuela Horace Mann de Riverdale, Nueva York y la Universidad de Columbia. También estudió en la escuela Juilliard desde la División preuniversitaria mientras estudiaba en Universidad de Columbia